# Praia do Pinhão
Vista da praia em 2015.
A Praia do Pinhão está situada nas imediações da cidade de Lagos, na região do Algarve, em Portugal.

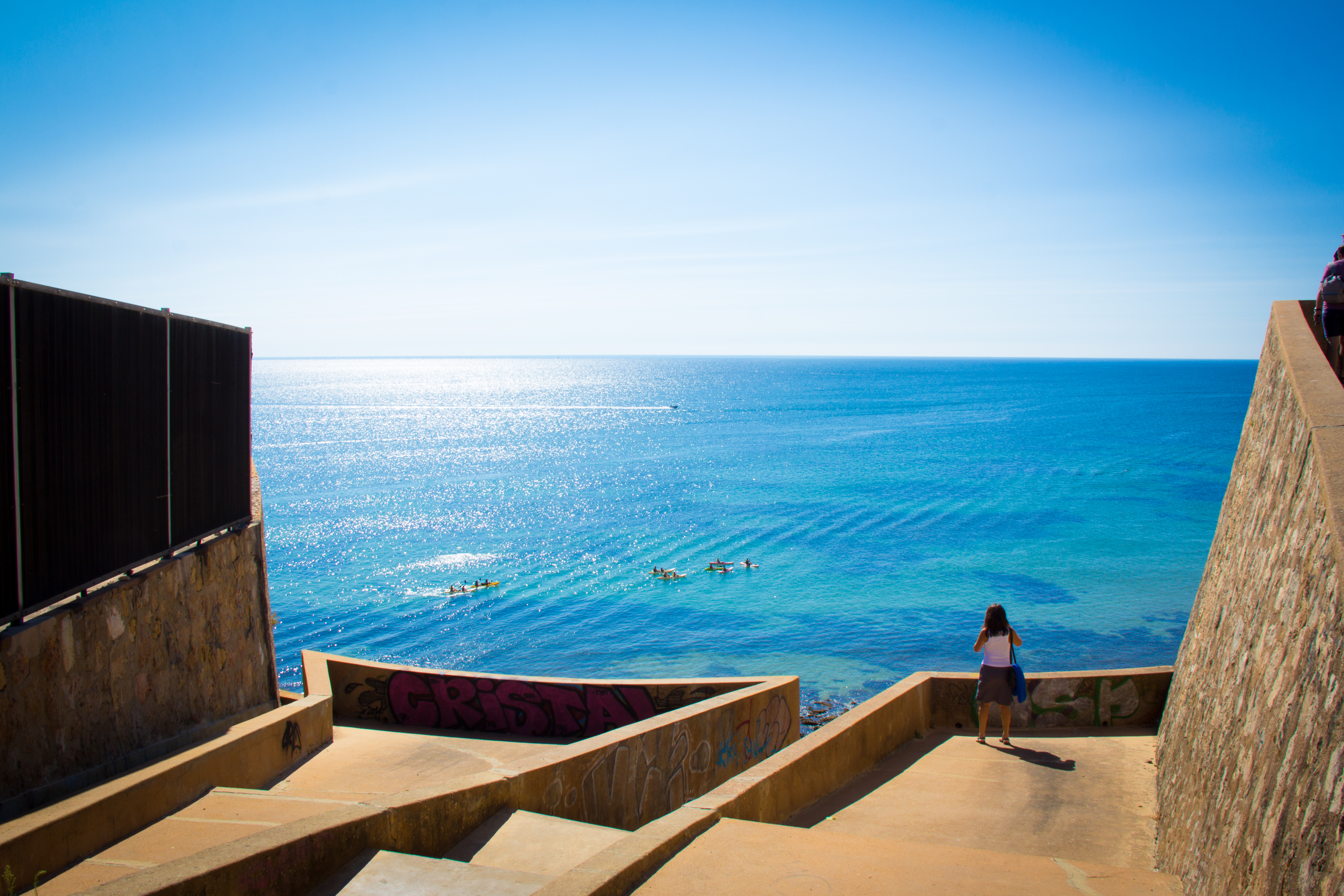
Vista parcial da escadaria de acesso à praia em 2014, que foi destruída por um desabamento em Janeiro de 2024.

## Descrição e história
A praia encontra-se numa baía entre a cidade de Lagos e a Ponta da Piedade, encaixada entre altas falésias de rocha carbonatada. O único acesso por terra é pedonal, através de uma longa escadaria até ao topo das arribas, onde se liga a um trilho que percorre a faixa costeira até à Praia de Dona Ana. Junto à escadaria encontra-se um pequeno miradouro. A praia não é vigiada nem conta com quaisquer apoios. A praia está dividida em duas áreas, uma ocidental e outra oriental, esta última com um areal mais pequeno.
Em Outubro de 1936, a revista Costa de Oiro propôs o alargamento da estrada que ia até à Praia dos Estudantes, e o seu prolongamento até à Praia do Pinhão, onde seria instalado um miradouro e um campo de ténis. Esta intervenção seria feita no âmbito de um plano para a valorização das praias entre a cidade e a Ponta da Piedade, no sentido de promover a sua utilização como destino turístico.
Em 6 de Julho de 1940, o Jornal de Lagos defendeu a regularização e a ampliação do caminho entre as praias do Pinhão e de Dona Ana, no sentido de melhorar as condições de acesso.
Na madrugada de 13 de Janeiro de 2024, ocorreu uma derrocada nas falésias, que não causou quaisquer feridos, mas que destruiu as escadas de acesso à praia no lado oriental. A área onde se deu o desmoronamento era considerada de elevado risco, tendo sido provocado por causas naturais e humanas. A autarquia comprometeu-se a instalar um passadiço em madeira para a praia, em substituição da escadaria de pedra. Aquando da derrocada, as arribas junto à praia estava a ser alvo de estudos geológicos por parte da Agência Portuguesa do Ambiente, para depois serem alvo de obras de estabilização. Em Maio desse ano, estava em curso a execução da segunda fase do programa de requalificação da Ponta da Piedade, lançado pela Câmara Municipal de Lagos, e que contemplava a requalificação e valorização da faixa costeira entre o farol e a praia do Pinhão, através da implementação de uma rede de percursos pedonais e de uma ciclovia.